# Ducado de Sajonia
El ducado de Sajonia (en bajo alemán: Hartogdom Sassen, en alemán: Herzogtum Sachsen) fue originariamente la región que poblaron los sajones a finales de la Alta Edad Media, cuando fueron sometidos por Carlomagno durante las guerras sajonas desde 772 e incorporado al Imperio carolingio (Francia) para el año 804. Por el tratado de Verdún de 843, Sajonia fue uno de los cinco ducados raíz alemanes de Francia Oriental, que fue el antecedente del Reino germánico. Comprendía el territorio de los actuales estados federados de Baja Sajonia, Sajonia-Anhalt, Renania del Norte-Westfalia y parte de Schleswig-Holstein. 
Originalmente, el ducado de Sajonia comprendía las tierras del pueblo sajón en el noroeste de la actual Alemania. Con la deposición del duque güelfo Enrique el León en 1180, el título ducal pasó a la Casa de Ascania, con los territorios de Wittenberg y de Lauenburgo, así como Holstein, ubicándose de esta manera más hacia el este. Numerosos territorios se separaron entonces de Sajonia, como el principado de Anhalt en 1218 y el güelfo ducado de Brunswick-Luneburgo en 1235. En 1296 las tierras restantes fueron divididas entre los duques ascanios de Sajonia-Lauemburgo y Sajonia-Wittenberg, el último obteniendo el título de elector de Sajonia por la Bula de Oro de 1356.

## Geografía

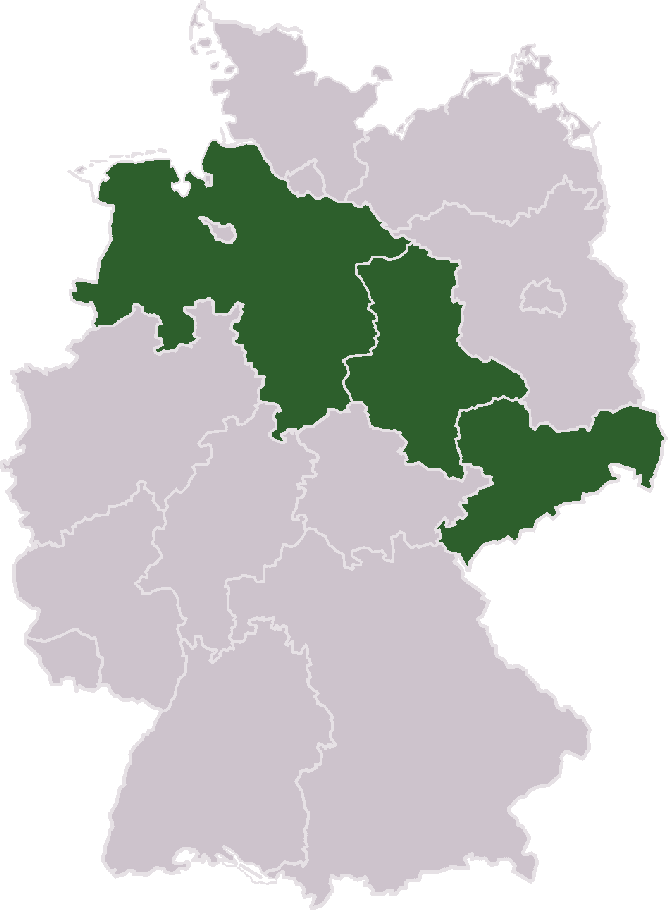
Mapa mostrando la ubicación de los tres estados, Baja Sajonia en el noroeste, Sajonia-Anhalt en el centro, y el Estado libre de Sajonia en el sureste, dentro de la actual Alemania.

El ducado raíz sajón abarcaba la mayor parte de lo que hoy es el norte de Alemania, incluyendo los modernos estado alemanes (Länder) de Baja Sajonia y Sajonia-Anhalt hasta los ríos Elba y Saale en el este, las ciudades estado de Bremen y Hamburgo, así como la parte de Westfalia de Renania del Norte-Westfalia y la región de Holstein (Nordalbingia) de Schleswig-Holstein. A finales del siglo XII, el duque Enrique el León ocupó también la vecina zona de Mecklemburgo (la antigua Marca Billunga).
Los sajones fueron uno de los grupos más robustos en la cultura tribal tardía de la época, y con el tiempo dieron el nombre de su tribu a una variedad de más y más territorios geopolíticos de la Vieja Sajonia (Altsachsen) cerca de la desembocadura del Elba y río arriba a través de la prusiana provincia de Sajonia (en lo que hoy es Saxony-Anhalt) hasta la Alta Sajonia, el Electorado y reino de Sajonia desde 1806 correspondiente al Estado libre de Sajonia alemán, que lleva el nombre hoy en día aunque no formó parte del ducado medieval (véase mapa a la derecha).

## Historia

### Antecedentes
Las primeras referencias de los sajones se remontan entre los siglos III y V, cuando eran una tribu germánica que habitaba el norte del río Elba y que se expandió al sur hacia Westfalia y Ostfalia. También se extendieron a orillas del Rin, y junto con los anglos y los jutos ocuparon las islas británicas. Según la Res gestae saxonicae del cronista del siglo X Viduquindo de Corvey, los sajones habían llegado desde Britannia hasta la costa de Land Hadeln en el triángulo Elba-Weser, llamados por los gobernadores merovingios de Francia para apoyar la conquista del reino turingio. Más probablemente, tribus sajonas de Tierra Hadeln bajo el liderazgo de los legendarios Hengist y Horsa en los últimos días del Imperio romano habían invadido Britannia. (Véase Invasión anglosajona de Gran Bretaña).
En 531 los sajones se aliaron con los francos para destruir el reino vecino de Turingia. Durante el periodo merovingio los sajones mantuvieron su autonomía respecto al Reino franco. 

### Antiguo ducado raíz
Los Anales reales francos mencionan una campaña franca en 743 liderada por el mayordomo de palacio carolingio Carlomán contra los sajones, seguida por una segunda expedición junto con su hermano Pipino el Breve al año siguiente. En 747 su rebelde hermano Grifón se alió con tribus sajonas y temporalmente conquistó el ducado raíz de Baviera. Pipino, rey franco desde 750, de nuevo invadió Sajonia y sometió a varias tribus westfalianas hasta 758.
En 772, el hijo de Pipino, Carlomagno, inició la conquista de Sajonia. Aunque sus campañas resultaron exitosas, tuvo que tratar con la fragmentación de los territorios sajones en las tribus westfalianas, ostfalianas y angrias, exigiendo la conclusión de acuerdos de paz específicos para cada una de las tribus individuales, que pronto eran rotos por otros clanes. Los sajones devastaron la fortaleza franca en Eresburg; su señor (Herzog) Viduquindo rechazó aparecer en la dieta de 777 en Paderborn, se retiró a Nordalbingia y después acaudilló varios alzamientos contra los ocupantes, vengado por Carlomagno en la (supuesta) masacre de Verden en 782. Viduquindo finalmente había jurado lealtad en 785, habiéndose bautizado y convertido en un conde franco. Los alzamientos sajones continuaron hasta 804, cuando todo el ducado raíz fue incorporado al imperio carolingio.
Después de tres décadas de guerra, los sajones quedaron bajo dominio franco y el paganismo germánico fue sustituido por el cristianismo, siendo integrados en el Imperio carolingio. Sajonia fue gobernada por oficiales carolingios, como Wala de Corbie (m. 836), un nieto de Carlos Martel y primo del emperador, quien en 811 acordó el Tratado de Heiligen con el rey Hemming de Dinamarca, que fijó la frontera septentrional del Imperio a lo largo del río Eider. Entre los duques instalados hubo ya nobles de ascendencia sajona, como el sucesor de Wala, el conde Ekbert, esposo de Ida de Herzfeld, pariente cercano de Carlomagno.

### Nuevos ducados raíz

Ducados raíz del reino alemán 919-1125: Sajonia en amarillo, Franconia (dividida en occidental y oriental) en amarillo y marrón; Baviera en rosa, Suabia (de Alamania hasta el 1079) en verde oscuro, Baja Lotaringia en rosa claro, Alta Lotaringia en violeta, y Turingia en azul

Con la división del Imperio carolingio por el Tratado de Verdún (843), el territorio al este del Rin pasó a ser el Reino Franco Oriental, que acabaría convirtiéndose en la actual Alemania. Sin un poder central fuerte, las tribus germánicas se tuvieron que valer por sí mismas para defenderse de los ataques de los vikingos en el norte y los eslavos en el este. El cabecilla de la tribu tomó el título de duque. 
Ida de Herzfeld puede que fuera antepasada del conde sajón Ludolfo (m. 866), quien se casó con Oda de Billung y gobernó sobre un amplio territorio a lo largo del río Leine en Ostfalia, donde él y el obispo Alfredo de Hildesheim fundaron la abadía de Gandersheim en 852. Ludolfo se convirtió en el progenitor de la dinastía otoniana, familia sajona ducal, real e imperial; a pesar de todo, su ascendencia, en particular su relación con el fallecido duque Viduquindo, no ha sido establecida de manera clara.
Sometido sólo unas pocas décadas antes, los sajones se alzaron hasta ser una de las tribus destacadas en Francia Oriental; sin embargo es inseguro si los otonianos tenían ya el título ducal en el siglo IX. El hijo mayor de Ludolfo, Bruno (Brun), progenitor de la rama cadete Brunswick de los Brunonen, murió en batalla con los vikingos invasores a las órdenes de Godofredo en 880.
El primer duque sajón fue Otón el ilustre (880-912), de la dinastía liudolfinga (descendientes de Liudolf), que logró extender su poder en Turingia. Se le menciona como dux en los anales contemporáneos de la abadía de Hersfeld, que sin embargo parece que no le reconocieron los gobernantes francos. Su posición era suficientemente fuerte como para casarse con Hedwiga de Babenberg, hija del poderoso duque Enrique de Franconia, princeps militiae del rey Carlos el Gordo. Como todos los hermanos de Hedwiga fueron muertos en la lucha con los rivales Conradinos, Otón fue capaz de adoptar la posición fuerte de su suegro y desarrollar el ducado sajón unido bajo su mando.
En 911 la dinastía carolingia de Francia Oriental se extinguió con la muerte del rey Luis el Niño, de ahí que los duques de Sajonia, Suabia y Baviera se encontraran en Forchheim para elegir rey al duque conradino Conrado I de Franconia. 
Un año después, el hijo de Otón, Enrique el Pajarero sucedió a su padre como duque de Sajonia. Según el cronista medieval Viduquindo de Corvey, el rey Conrado designó a Enrique como su heredero, de esta manera cerrando la sucesión a su propio hermano, Everardo de Franconia. Fue elegido rey de los pueblos germánicos (919-936). Enrique es considerado como el fundador del reino germano. Lo eligieron, en 919, como rey de Francia Oriental por los príncipes de Sajonia y Franconia reunidos en Fritzlar. Enrique fue capaz de integrar los ducados suabo, bávaro y lotaringios en una federación imperial, vital para manejar los continuos ataques de los húngaros, de ahí que tropas sajonas, alrededor de 928/929, ocupasen grandes territorios en el este poblados por eslavos polabios. Las campañas de Enrique a Brandemburgo y Misnia, el establecimiento de marcas sajonas así como la rendición del duque Venceslao I de Bohemia marcaron el comienzo de la expansión alemana hacia el este (Ostsiedlung).

### Casa de Billing
A la muerte de Enrique en 936 en Memleben, lo sucedió su hijo Otón I (936-973). Según Viduquindo de Corvey, fue coronado rey en la catedral de Aquisgrán, donde los otros duques alemanes, Gilberto de Lotaringia, Everardo de Franconia, Arnulfo de Baviera y Germán de Suabia le rindieron homenaje. Como su padre, eligió no ceder la dignidad ducal sajona, y en lugar de ello nombró a Herman Billung como princeps militiae o margrave ("Markgraf") de Sajonia en 938, principalmente para someter a la tribu eslava de los luticios en lo que pasaría a conocerse como la marca Billunga más allá del Elba. De ahí que desdeñase la pretensión del hermano mayor de Germán, Wichmann, quien a su vez se unió a la revuelta fracasada del medio hermano de Otón, Thankmar. En 953 y de nuevo en 961 el rey Otón elevó a Hermann Billung a viceduque de Sajonia, aunque se reservó el título de dux para él. Fue el primer rey de los pueblos germánicos en recibir la corona imperial por parte del papado (962).  
En 973 se convierte en duque de Sajonia Bernardo I. Le siguieron su hijo Bernardo II, Ordulfo (casado con Ulvhild, la medio hermana del rey Magno de Dinamarca y Noruega) y Magno, que murió sin hijos varones que lo sucedieran con lo que la dinastía Billung llegó a su final. 

Mapa del ducado de Sajonia en torno al año 1000

El territorio Billung pasó a formar parte de los países güelfo y ascanio. Lotario de Supplimburgo se convirtió en duque de Sajonia. Más tarde, en 1125, se convertiría en rey de Alemania y coronado emperador como Lotario II.
Después de cinco duques de la casa Billung (Bernardo I, y uno de la Supplimburgo, acabó gobernando la Casa güelfa. Con los güelfos el ducado llegó a su máximo esplendor. El güelfo Enrique X el Orgulloso, duque de Baviera desde 1126, había sido nombrado sucesor de Lotario (que murió sin descendiente varón que lo heredase) como duque de Sajonia. Sin embargo, no fue oficialmente investido y eso lo haría demasiado poderoso, por lo que sus rivales no reconocieron su pretensión. Enrique X perdió la elección como rey de los alemanes frente a Conrado Hohenstaufen. Insistió en conservar ambos ducados, Baviera y Sajonia, una pretensión a la que se oponía Conrado, y por ello Enrique rechazó prestarle juramento de alianza y en consecuencia se le privó de sus títulos. El ducado de Sajonia fue concedido al ascanio Alberto el Oso. Debido a su matrimonio con la única hija de Lotario, Gertrudis de Supplimburgo, Enrique aún conservaba importantes tierras dentro del ducado de Sajonia. Enrique se resistió ferozmente a los intentos de Alberto de tomar posesión de Sajonia. Preparando un ataque en el ducado de Baviera, Enrique X murió inesperadamente. En 1141, Alberto el Oso renunciaría al ducado de Sajonia y al título (así como al ducado de Baviera) es concedido al hijo adolescente de Enrique X, Enrique el León.

### Enrique el León
En 1142 el rey Conrado III de Alemania reconoció el título ducal al vástago güelfo Enrique el León (como duque Enrique III). Enrique gradualmente extendió su gobierno sobre el noreste de Alemania, siendo uno de los líderes de la cruzada de los wendos paganos de 1147. Durante su reinado Enrique apoyó intensamente el desarrollo de las ciudades en su dominio, como Brunswick, Luneburgo y Lübeck, una política que al final contribuiría a desplazar la casa de Welf de su tierra natal en el sur de Alemania, hacia el norte. 

Posesiones güelfas en el, mostrando los ducados de Sajonia y Baviera

En 1152 Enrique apoyó a su primo Federico III de Suabia en la elección como rey de Alemania (como Federico I Barbarroja), probablemente a cambio de la promesa de recuperar el ducado de Baviera a cambio. El dominio de Enrique ahora abarcaba más de dos tercios de Alemania desde los Alpes hasta el mar del Norte y el Báltico, haciendo de él uno de los gobernantes más poderosos de Europa central, y así también una amenaza potencial para otros príncipes alemanes e incluso para Barbarroja.
Para expandir su gobierno, Enrique siguió reclamando títulos de familias menores, que no dejaban heredero legítimo. Esta política causó inquietud entre muchos nobles sajones y otros príncipes alemanes, primero y sobre todo el antiguo enemigo de su padre, Alberto el Oso. Durante la cuarta campaña italiana de Barbarroja en 1166, una liga de nobles alemanes declararon la guerra a Enrique. La guerra continuó hasta 1170, a pesar de varios intentos del emperador de mediar. Al final, la posición de Enrique permaneció inamovible, debido al gobierno favorable de Barbarroja.
En 1168, Enrique se casó con Matilde Plantagenêt, la hija de Enrique II de Inglaterra y Leonor de Aquitania y hermana de Ricardo Corazón de León.
Los años siguientes llevaron a un distanciamiento entre Barbarroja y Enrique. Enrique dejó de apoyar las campañas italianas del emperador, que demostraron ser todas infructuosas, y en lugar de ello se centró en sus propias posesiones. En 1175 Barbarroja de nuevo le pidió ayuda contra la Liga Lombarda, y se dice que Enrique lo rechazó sin rodeos, incluso aunque Barbarroja se arrodilló delante de él. No se escribieron documentos al respecto hasta varios años después, y las fuentes son contradictorias, dependiendo de a quién favorezca el autor. A pesar de todo, careciendo del apoyo de los sajones la posterior batalla de Legnano fue un fracaso total para el emperador.
Cuando la mayoría de los príncipes del reino habían regresado de Italia, el rechazo de Enrique fue instantáneamente explotado para debilitar su posición. Hay diferentes puntos de vista sobre si Barbarroja inició la caída de Enrique o si fue orquestada por los príncipes ante todo.
Entre 1175 y 1181 Enrique fue acusado de varios cargos, como violar el honor del reino (honor imperii), quebranto de la paz, y traición. Como de seguir las órdenes de comparecencia del Hoftag, Enrique estaría reconociendo los cargos como ciertos, los rechazó todos. En 1181 fue finalmente privado de sus títulos. No deseando abandonar sin una lucha, Enrique ya había dado el primer golpe en 1180 contra la ciudad de Goslar, que había ambicionado desde hacía varios años. Durante la guerra posterior, la política doméstica de Enrique y el trato que dio a sus vasallos demostró ser fatal, y su poder pronto se desmoronó.
En 1182 Enrique el León finalmente fue al exilio, uniéndose a la corte de su suegro, el rey Enrique II de Inglaterra. Tras la muerte de su esposa y con el emperador participando en la Tercera cruzada, Enrique regresó a Brunswick en 1189 e intentó por poco tiempo recuperar sus tierras perdidas. Después de varios contratiempos, Enrique hizo las paces con el hijo y heredero de Barbarroja, el rey Enrique VI.
El antiguo ducado raíz de Sajonia fue dividido en algunas docenas de territorios de inmediación imperial por Barbarroja, y dejó de existir. La parte occidental fue dividida en varios condados menores y obispados, y el recién formado ducado de Westfalia. En el este, los ascanios, viejos rivales de welf, finalmente obtuvieron un ducado de Sajonia bastante mermado, ocupando sólo el extremo oriental, territorios comparablemente menores a lo largo del río Elba alrededor de Lauenburg upon Elbe y alrededor de Wittenberg upon Elbe. Al limitar las tierras que los ascanios obtuvieron junto con el título ducal a estos territorios orientales, el nombre en sí de "Sajonia" migró, desde el noroeste de Alemania, a la ubicación del moderno Estado Libre de Sajonia.
La depuesta Casa de Welf ducal pudo mantener sus posesiones alodiales, que no fueron parte del ducado de Sajonia después del enfeudamiento de los ascanios. Las posesiones güelfas fueron elevadas al ducado de Brunswick-Luneburgo (también Brunswick y Lunemburgo) en 1235. Este ducado siguió usando las viejas armas sajonas mostrando el Caballo sajón en plata sobre campo de gules, mientras que los ascanios adoptaron para el más joven ducado de Sajonia sus colores familiares, un sembrado de diez, en sable y oro, cubierto por un crancelín de rombos en sinople, simbolizando el ducado sajón.

### Casa de Ascania
En 1269, 1272 y 1282 los hermanos que gobernaban juntos, Juan I y Alberto II gradualmente dividieron sus competencias de gobierno dentro de lo que eran tres territorios sajones no contiguos (Hadeln, Lauemburgo y Wittenberg), preparando así una partición.
Después de que Juan I hubiese abdicado en 1282 en favor de sus tres hijos menores Erico I, Juan II y Alberto III, seguido por su muerte tres años después, los tres hermanos y su tío Alberto II siguieron gobernando sajonia de forma conjunta.
En 1288 Alberto II apeló al rey Rodolfo I por el enfeudamiento de su hijo y heredero el duque Rodolfo I con el Palatinado de Sajonia, que dio pie a una larga disputa con el ambicioso clan de los Wettin. Cuando el condado de Brehna revirtió al imperio después de la extinción de su familia condal, el rey lo enfeudó al duque Rodolfo. En 1290 Alberto II ganó el condado de Brehna y en 1295 el condado de Gommern para Sajonia. El rey Venceslao I de Bohemia tuvo éxito a la hora de hacer que Alberto II apoyara a Adolfo de Nassau como nuevo emperador: Alberto II firmó un pacto elector el 29 de noviembre de 1291 que votaría lo mismo que Wenceslao. El 27 de abril de 1292 Alberto II, con sus sobrinos aún menores de edad, entregaron el voto electoral sajón a Adolfo de Alemania.
El último documento que menciona el gobierno conjunto con sus sobrinos se remonta a 1295. La partición definitiva del ducado de Sajonia en Sajonia-Lauemburgo (en alemán: Herzogtum Sachsen-Lauenburg), gobernado conjuntamente por los hermanos Alberto III, Erico I y Juan II y Sajonia-Wittenberg (en alemán: Herzogtum Sachsen-Wittenberg), gobernado por Alberto II tuvo lugar antes del 20 de septiembre de 1296. El Vierlande, Sadelbande (Tierra de Lauemburgo), la Tierra de Ratzeburg, la Tierra de Darzing (lo que hoy es Amt Neuhaus), y la Tierra de Hadeln se mencionan como territorios separados de los hermanos. Alberto II recibiría Sajonia-Wittenberg alrededor de la ciudad epónima y Belzig. Alberto II así se convirtió en el fundador de la línea ascania de Sajonia-Wittenberg.
Miembros de la rama cadete güelfa de Hannover más tarde se convertiría en príncipe elector de Brunswick-Luneburgo (para el año 1692/1708), reyes de Gran Bretaña, Irlanda (ambos en 1714), el Reino Unido (1801) y Hannover (1814).

## Territorios segregados de Sajonia después de 1180
Una serie de territorios segregados incluso ganaron inmediación imperial, mientras que otros sólo cambiaron de señor feudal en esta ocasión. La lista siguiente incluye estados que existieron en el territorio del ducado raíz además de los dos legales sucesores del mismo, el ducado ascanio de Sajonia formado en 1296 con centro alrededor de Wittenberg y Lauemburgo, así como el ducado de Westfalia, detentado por los arzobispos de Colonia, que ya se había separado en 1180.

### Westfalia
- Ducado de Westfalia
- Condado de Bentheim
- Condado de Mark
- Principado-obispado de Münster
- Principado-obispado de Osnabrück
- Condado de Ravensberg
- Condado de Tecklenburg

### Angria
- Principado arzobispado de Bremen
- Abadía de Corvey
- Condado de Delmenhorst
- Condado de Diepholz
- Condado de Everstein
- Condado de Hoya
- Señorío de Lippe, una posesión alodial dentro del ducado de Sajonia hasta 1180, ganó una inmediación imperial disputada
- Principado-obispado de Minden
- Condado de Oldemburgo
- Principado-obispado de Paderborn
- Principado-obispado de Verden
- Condado de Waldeck

### Ostfalia

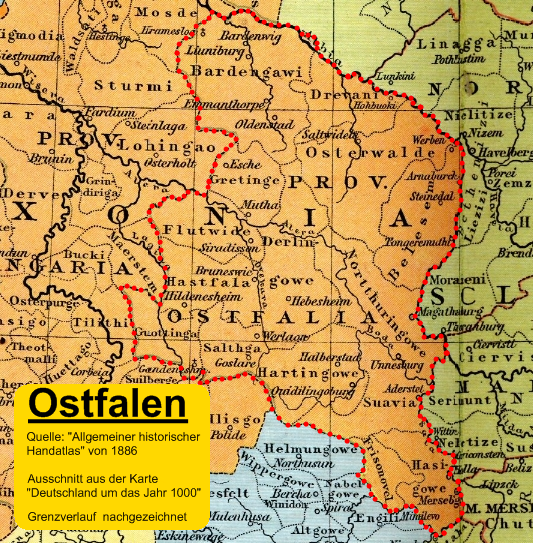
Mapa de Ostfalia hacia el año 1000, mostrando asentamientos y divisiones

- Condado de Blankenburg, hasta 1180 un feudo sajón, luego un feudo del Principado-obispado de Halberstadt
- Condado de Brunswick, más tarde ducado de Brunswick-Luneburgo (1235), las posesiones alodiales de Welf
- Abadía de Gandersheim
- Principado-obispado de Halberstadt
- Principado-obispado de Hildesheim
- Condado de Hohenstein, con sede en Hohenstein
- Principado-obispado de Magdeburgo
- Condado de Mansfeld
- Abadía de Quedlinburg
- Condado de Wernigerode

### Nordalbingia
- Condado de Holstein
- Principado-obispado de Lübeck
- Principado-obispado de Ratzeburg
- Principado-obispado de Schwerin

## Duques de Sajonia

### Primer ducado de Sajonia (843-1180)
Originalmente, el ducado de Sajonia comprendía las tierras del pueblo sajón en el noroeste de la actual Alemania.
Dinastía Sajona-Dinastía Ludolfinga-Dinastía Otoniana
- Ludolfo ¿843-866?, Duque de los sajones orientales
- Bruno ¿866?-880, Duque de los sajones orientales; es posible que fuera también duque de toda Sajonia.
- Otón I el Ilustre 880-912
- Enrique I el Pajarero 912-936, Rey germánico (Rey de los francos orientales) 919-936
- Otto I el Grande 936-961, Rey germánico 936-973, Emperador 962-973

Dinastía Billung
- Herman 961-973 (posiblemente, nunca fue duque sino lugarteniente de Otón)
- Bernardo I 973-1011
- Bernardo II 1011-1059
- Ordulfo 1059-1072
- Magnus 1072-1106

Dinastía Supplinburg
- Lotario 1106-1127, Rey germánico 1125-1137, Emperador 1133-1137

Dinastía Güelfa
- Enrique II el Soberbio 1127-1138 (también duque de Baviera 1126-1138)

Dinastía Ascania
- Alberto el Oso 1138-1142 (también margrave de Brandeburgo 1140-1170)

Dinastía Güelfa
- Enrique III el León 1142-1180 (también Duque de Baviera 1156-1180)

Tras haber sido proscrito Enrique el León en 1180, el ducado de Sajonia se dividió en varios territorios: los arzobispos de Magdeburgo y de Bremen, los obispos de Minden, Verden, Paderborn, Münster, Hildesheim, Halberstadt, Merseburgo, Naumburgo se separaron y se constituyeron en señores territoriales; asimismo se expandieron el Conde Palatino de Sajonia, el margrave de Meißen, el landgrave de Turingia, el ducado de Mecklemburgo, el ducado de Pomerania, el ducado de Westfalia (que pasó al arzobispado de Colonia), Eichsfeld (que pasó al arzobispado de Maguncia); Lübeck, se convirtió en ciudad imperial, y el remanente se convirtió en el ducado de Brunswick que siguió en poder de los Güelfos.

### Segundo ducado de Sajonia
Dinastía Ascania
- Bernardo III 1180-1212

A su muerte, su hijo Enrique fundó el principado de Anhalt
- Alberto I 1212-1260

A la muerte de Alberto I, su dos hijos, Juan I y Alberto II, gobernaron conjuntamente (Juan I 1260-1285, y Alberto II 1260-1298), pero en 1272 se dividieron el territorio (el ducado de Sajonia-Lauenburgo gobernado por Juan I, luego asumido por Juan II entre 1286 y 1305; y el ducado de Sajonia-Wittenberg gobernado por Alberto II, luego asumido por Rodolfo I entre 1298 y 1356, Príncipe Elector Sajonia-Wittenberg)
Sajonia-Lauenburgo conservó su independencia hasta 1803; Sajonia-Wittenberg se convertiría en un electorado palatino (Electorado de Sajonia), y posteriormente en el Reino de Sajonia, hasta la abdicación en 1918 del rey Federico Augusto III, durante la revolución alemana que siguió a la derrota del Imperio alemán en la Primera Guerra Mundial. En 1871 el Reino de Sajonia se había integrado en el Imperio alemán. A raíz de la revolución el reino se convirtió en el Estado Libre de Sajonia, en el seno de la República de Weimar.